# Cristallisation en film tombant

Représentation schématique de la cristallisation en film tombant

La cristallisation en film tombant est un procédé de cristallisation fractionnée à partir d'une matière à l'état fondu. Ce procédé a été breveté par la société suisse Sulzer AG, basée à Winterthour.

## Mode opératoire
Durant la cristallisation en film tombant, la cristallisation d'une matière première en un produit fini désiré est réalisée en trois étapes.
Fusion - cristallisation : la matière première à cristalliser est d'abord passée par chauffage à l'état fondu dans un réservoir de stockage situé en dessous du cristalliseur proprement dit. Au moyen d'une pompe, cette masse fondue est amenée au sommet du cristalliseur, où elle est recueillie sous forme de précipité solide à la sortie inférieure et est renvoyée dans le réservoir de stockage. Ceci crée un cycle au cours duquel une couche de cristaux se forme à l'intérieur du cristalliseur, puisque la masse fondue mouille ses surfaces plus froides. Pour accélérer la cristallisation, l'extérieur du cristalliseur est refroidi par l'intermédiaire de tuyaux de refroidissement et d'un échangeur de chaleur.
Élimination des impuretés : lorsqu'une épaisseur de couche de cristal précédemment déterminée est atteinte, le procédé entier est interrompu et la matière de base restante est retirée du réservoir de collecte. La couche cristalline résultante froide est légèrement chauffée, de sorte que les impuretés en tant que masse fondue (appelée masse fondue partielle) s'écoulent dans le réservoir de collecte. Ce procédé est interrompu après qu'une quantité prédéterminée d'impuretés est tombée et retirée du réservoir de collecte.
Récupération des cristaux : la couche de cristal maintenant nettoyée est complètement fondue et passée dans le réservoir de collecte. Le liquide résultant est prêt en tant que produit fini.
Ces étapes sont répétées jusqu'à l'obtention de la pureté recherchée. 

## Sources
- (de) Cet article est partiellement ou en totalité issu de l’article de Wikipédia en allemand intitulé « Rieselfilmkristallisation » (voir la liste des auteurs).
- (de) Ali Nikzad, Anwendung der Fallfilmkristallisation im Teppichbodenrecycling (pdf), Sulzer Technical Review, 1/2000, Info Direct, Sulzer Chemtech AG, p. 21.